# Аурид цезия
Аури́д це́зия — бинарное неорганическое химическое соединение цезия и золота. Химическая формула CsAu.
Получено А. Зоммером в 1943 году, первое обнаруженное вещество, в котором золото проявляет несвойственную ему степень окисления −1 (такие соединения называются ауридами).

## Физические свойства
В твёрдом виде вещество представляет собой прозрачные кристаллы жёлтого цвета
кубической сингонии,
пространственная группа P m3m,
параметры ячейки a = 0,4262 нм, Z = 1,
структура типа хлорида цезия CsCl.
Растворяется в аммиаке, образуя коричневые или жёлтые растворы, содержащие ионы Au−. При медленном выпаривании аммиака удаётся получить синие кристаллы сольвата CsAu·NH3. Аурид цезия является полупроводником n-типа.

## Строение
Соединение ионного типа. Межатомное расстояние составляет 0,369 нм. Золото проявляет степень окисления −1.

## Химические свойства
- Аурид цезия легко реагирует с кислородом:

{\displaystyle {\mathsf {4CsAu+O_{2}\ {\xrightarrow {}}\ 2Cs_{2}O+4Au}}}
- Реагирует с водой:

{\displaystyle {\mathsf {2CsAu+2H_{2}O\ {\xrightarrow {}}\ 2CsOH+2Au+H_{2}\!\uparrow }}}
и с галогенами:
{\displaystyle {\mathsf {2CsAu+Cl_{2}\ {\xrightarrow {}}\ 2CsCl+2Au}}}
- Со многими соединениями идут реакции обмена:

{\displaystyle {\mathsf {2CsAu+Ba(NO_{3})_{2}\ {\xrightarrow {}}\ BaAu_{2}+2CsNO_{3}}}}